# Académie Tchité FC
El Académie Tchité FC es un equipo de fútbol de Burundi que juega en la Primera División de Burundi, la liga de fútbol más importante del país.

## Historia
Fue fundado en la capital Buyumbura y nunca han sido campeones de la máxima categoría desde su primera aparición en la temporada 2008/09. Su mayor logro hasta el momento ha sido ganar el título de copa en la temporada 2012/13 tras vencer en penales al LLB Académic luego de quedar 0-0 durante el tiempo reglamentario.
A nivel internacional han participado en un torneo continental, la Copa Confederación de la CAF 2014, en la cual fueron eliminados en la ronda preliminar al AS Kigali de Ruanda.

## Palmarés
- Copa de Burundi: 1

2012/13

## Participación en competiciones de la CAF
| Temporada | Torneo                       | Ronda      | Club      | Casa | Visita | Global |
| --------- | ---------------------------- | ---------- | --------- | ---- | ------ | ------ |
| 2014      | Copa Confederación de la CAF | Preliminar | AS Kigali | 1-1  | 0-1    | 1-2    |